# Nhật Tinh Anh
Nhật Tinh Anh (sinh ngày 7 tháng 2 năm 1979) tên thật là Nguyễn Quốc Phương, là một nam ca sĩ người Mỹ gốc Việt. Anh được khán giả biết đến là thành viên của nhóm nhạc 1088.

## Sự nghiệp âm nhạc
Sau khi nhóm 1088 tan rã vào năm 2002, Nhật Tinh Anh đầu quân và ký hợp đồng độc quyền với "Công ty Nhạc Xanh", bắt đầu hoạt động con đường nghệ thuật với vai trò là ca sĩ solo. 
Nhật Tinh Anh đã có dịp đi lưu diễn ở rất nhiều nước như: Hoa Kỳ, Đức, Anh, Úc, New Zealand… Nhật Tinh Anh đã phát hành được 6 album đơn: Tình vẫn chưa yên, Giấc mộng tàn - Khi tình đã xa, Tình anh vẫn như thế, Cơn mưa bắt đầu tình yêu, Giấc mơ ngọt ngào, Si mê. 
Ngoài nhận được những giải thưởng của Làn Sóng Xanh, Giải Mai Vàng… thì đến nay Nhật Tinh Anh đã đạt được rất nhiều giải thưởng do khán giả bình chọn.

## Đời tư
Từ giữa năm 2020, Nhật Tinh Anh sang Mỹ định cư, và nhập quốc tịch Mỹ từ ngày 30 tháng 7 năm 2022.

## Album phát hành
- Tình vẫn chưa yên (Vol.1) (2002)
- Giấc mộng tàn - Khi tình đã xa (Vol.2) (2003)
- Tình anh vẫn như thế (Vol.3) (2005)
- Cơn mưa bắt đầu tình yêu (Vol.4) (2006)
- Giấc mơ ngọt ngào (Vol.5) (2007)
- Giọt lệ đài trang (ft. Khánh Ngọc) (2007)
- Si mê (Vol.6) (2009)
- 1000 lời yêu (Vol.7) (2010)
- Giác quan thứ sáu (Vol.8) (2010)
- The 1st single (The 2nd single) (2011)
- Sad Valentine (2012)
- Return (ft. Khánh Ngọc) (2012)
- Nothing in impossible (Vol.9) (2012)
- Xuân áo dài và em (Single) (2013)
- Mắt một mí anh mãi yêu em (Single) (2013)
- Còn nhớ hay đã quên (Single) (2013)
- Mối tình nghiệt ngã (Single) (ft. Khả Tú) (2013)
- Yêu thương nhiều sẽ tổn thương nhiều (Vol.10) (2013)
- Tình ca xưa (2013)
- Ngày rằm tháng tư (Single) (2014)
- Với anh em chỉ là quá khứ (Single) (2014)
- Nhật Tinh Anh và mỹ nam song ca (2014)
- Bay cùng Nhật Tinh Anh (ft. Turbo) (2015)
- Lặng lẽ tổn thương - Tạm chia tay (Single) (2015)
- Hy vọng (Duet mini album) (ft. TAO Nguyễn Vương Khánh) (2015)
- Cho nhau bình yên (ft. Mya Huỳnh) (2015)
- Yêu đơn phương một người đã xa (Single) (2016)
- Mình là gì của nhau (Single) (ft. Khánh Ngọc) (2016)
- Một câu nói là một nỗi đau (2016)
- Be your love (Single) (2016)
- I miss you so much (Single) (ft. Hiền Thục) (2017)
- Cố quên một người không xứng đáng (2017)
- Sao người vội quên (Single) (2017)
- EDM đập tung sàn (Single) (2017)